# Cashero
Cashero – miejscowość (plaats) i strefa (zone) w regionie Santa Cruz w środkowej części kraju autonomicznego Aruba, należącego do Holandii, w Ameryce Południowej. 1 stycznia 2020 r. liczyła 2532 mieszkańców.

## Podział administracyjny
W skład strefy wchodzi jedna miejscowość:
- Cashero

## Demografia
Strefa liczy 2532 mieszkańców (1 stycznia 2020).
| Kobiety | Mężczyźni |
| ------- | --------- |
| 1253    | 1279      |